# Kiyamaki Dagh
Le Kiyamaki Dagh est un sommet en Iran culminant à 3 358 mètres d'altitude à l'extrémité nord-ouest de la chaîne de l'Elbourz. C'est un sommet ultra-proéminent.